# Räddningsoperationen i Tham Luang-grottan 2018
Räddningsoperationen i Tham Luang-grottan var ett räddningsarbete där man räddade 12 thailändska pojkar i åldern 11–16 år och deras fotbollstränare, en 25-årig man. De befann sig i Tham Luang Nang Non, som är en grotta i Mae Sai-distriktet i den thailändska provinsen Chiang Rai. Alla pojkarna tillhörde samma fotbollslag som den 25-åriga mannen var tränare för. De blev inspärrade i grottan efter att ha gått in i den när monsunregnet började. Grottan fylldes snabbt med vatten och pojkarna var tvungna att gå längre och längre in i grottan för att inte drunkna. Den 8 juli 2018 inleddes räddningsarbetet med att få ut pojkarna och tränaren ur grottan. Under samma dag rapporterade thailändska myndigheter att två av pojkarna har blivit räddade och tagit sig ut ur grottan.

## Försvinnandet
Pojkarna och tränaren försvann den 23 juni 2018 efter att ha utforskat grottan Tham Luang efter en fotbollsmatch. Exakt vad som har hänt har inte rapporteras men det mest troliga är att de befann sig en bit in i grottan när det började att regna kraftigt. Grottan började fyllas med vatten och de blev tvungna att fly allt längre in i grottan för att inte drunkna.